# استان فوکوئوکا
استان فوکوئوکا یکی از استانهای کشور ژاپن است که در جزیره کیوشو قرار گرفته‌است. مساحت آن ۴۹۷۱ کیلومتر مربع می‌باشد. جمعیت این استان در سال ۲۰۱۹ نزدیک به ۵/۱۰۰/۰۰۰ میلیلون نفر برآورد شده‌است.
استان فوکوئوکا از نظر تقسیمات کشوری بخشی از ناحیه کیوشو به حساب می‌آید. مرکز این استان شهر فوکوئوکا است.

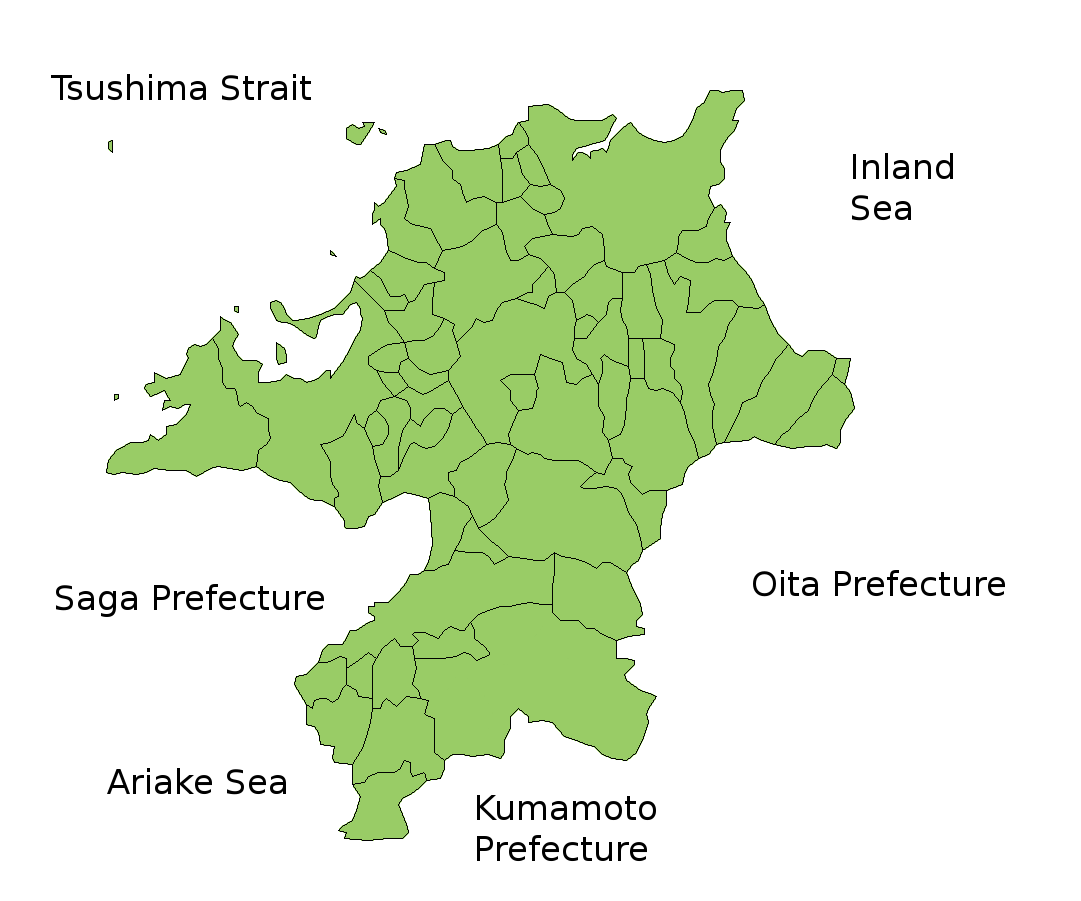

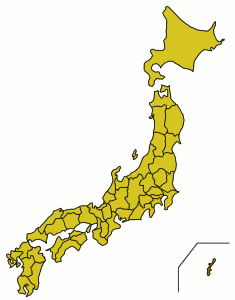
استان فوکوئوکا.

## ورزش در فوکوئوکا

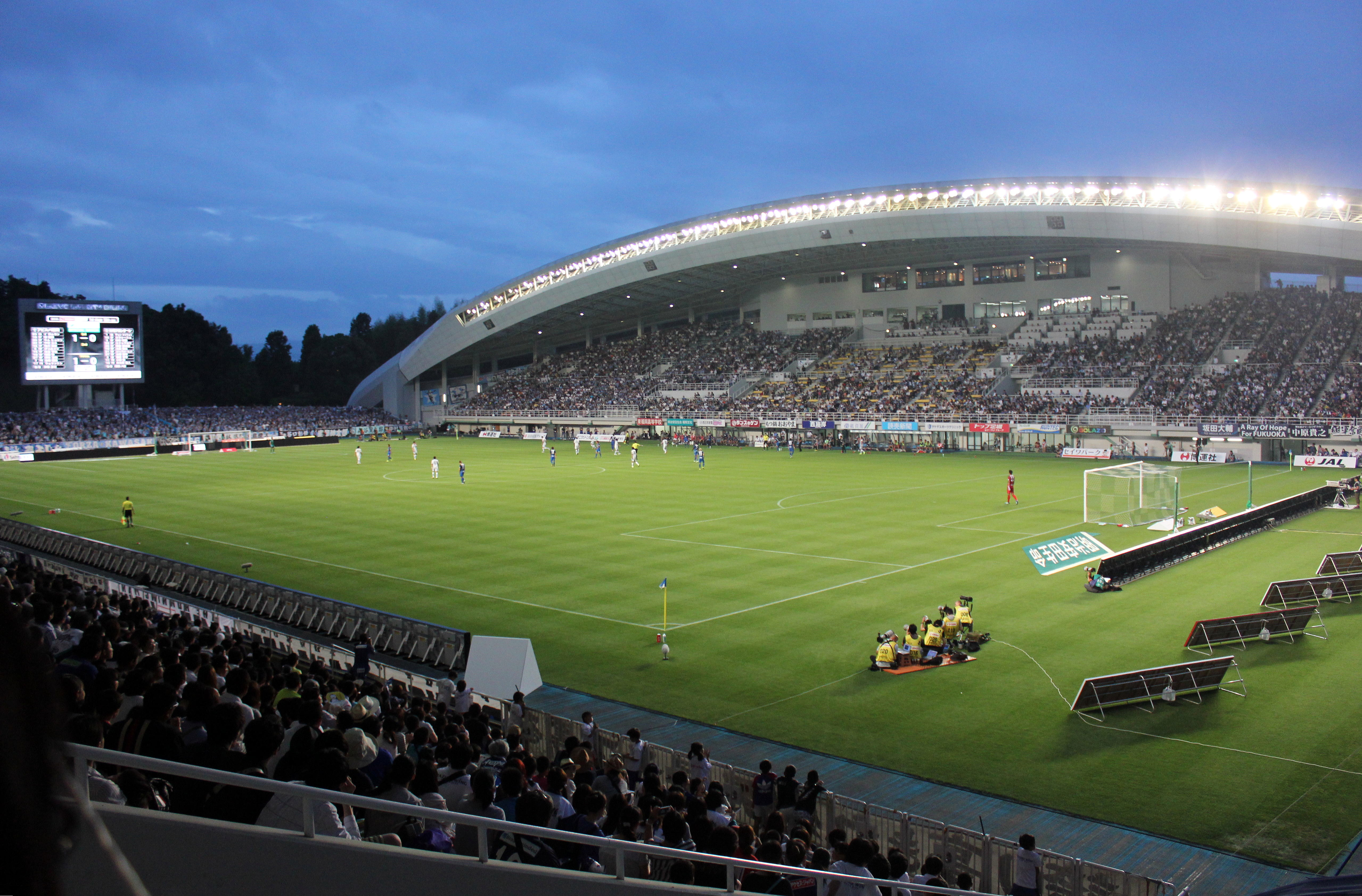
نمایی از استادیوم خانگی باشگاه فوتبال فوکوئوکا

این شهر دارای یک تیم فوتبال به نام فوکوئوکا را دارد. همچنین این شهر دارای تیم‌های بسکتبال، راگبی و... نیز دارد.

## نگارخانه

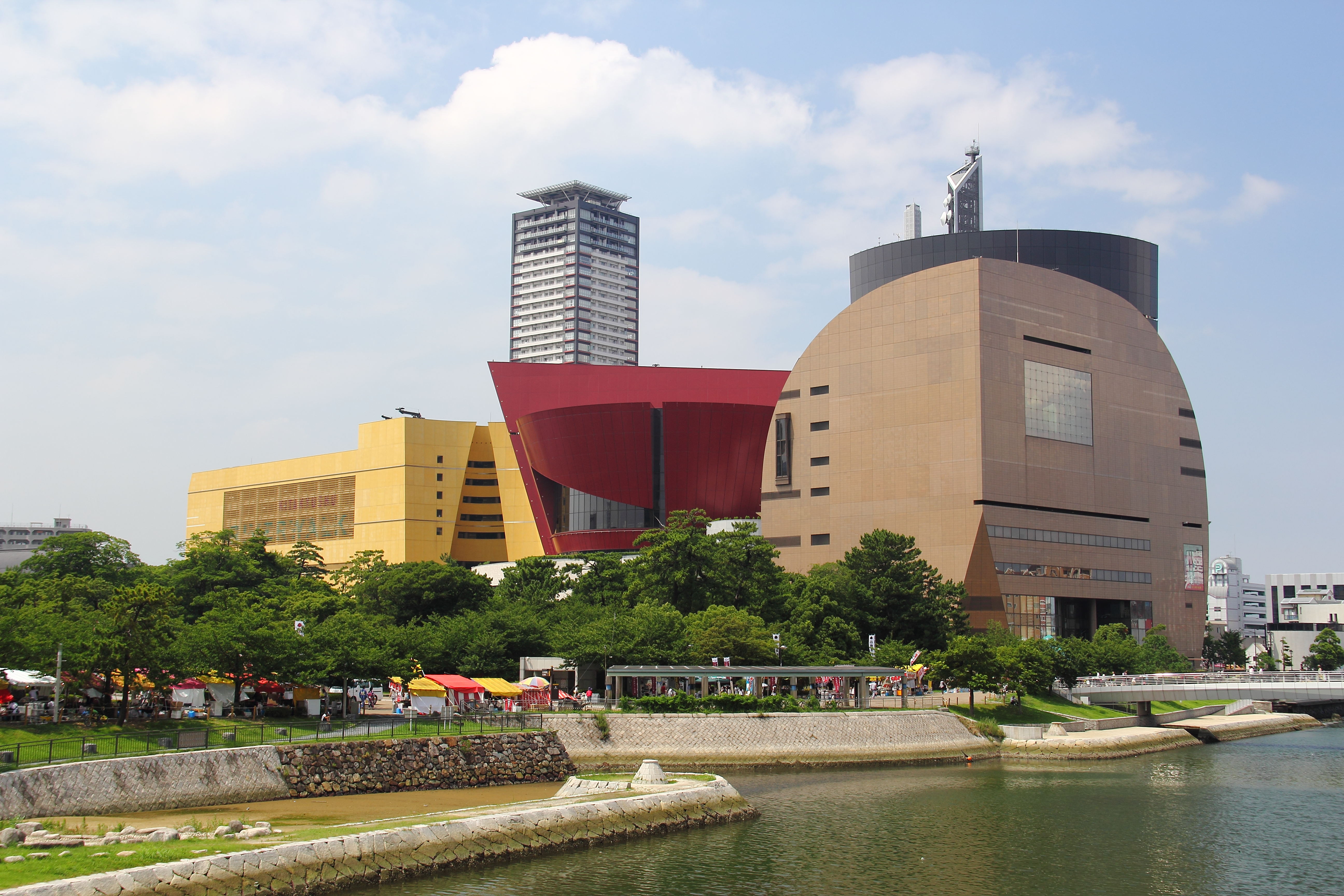

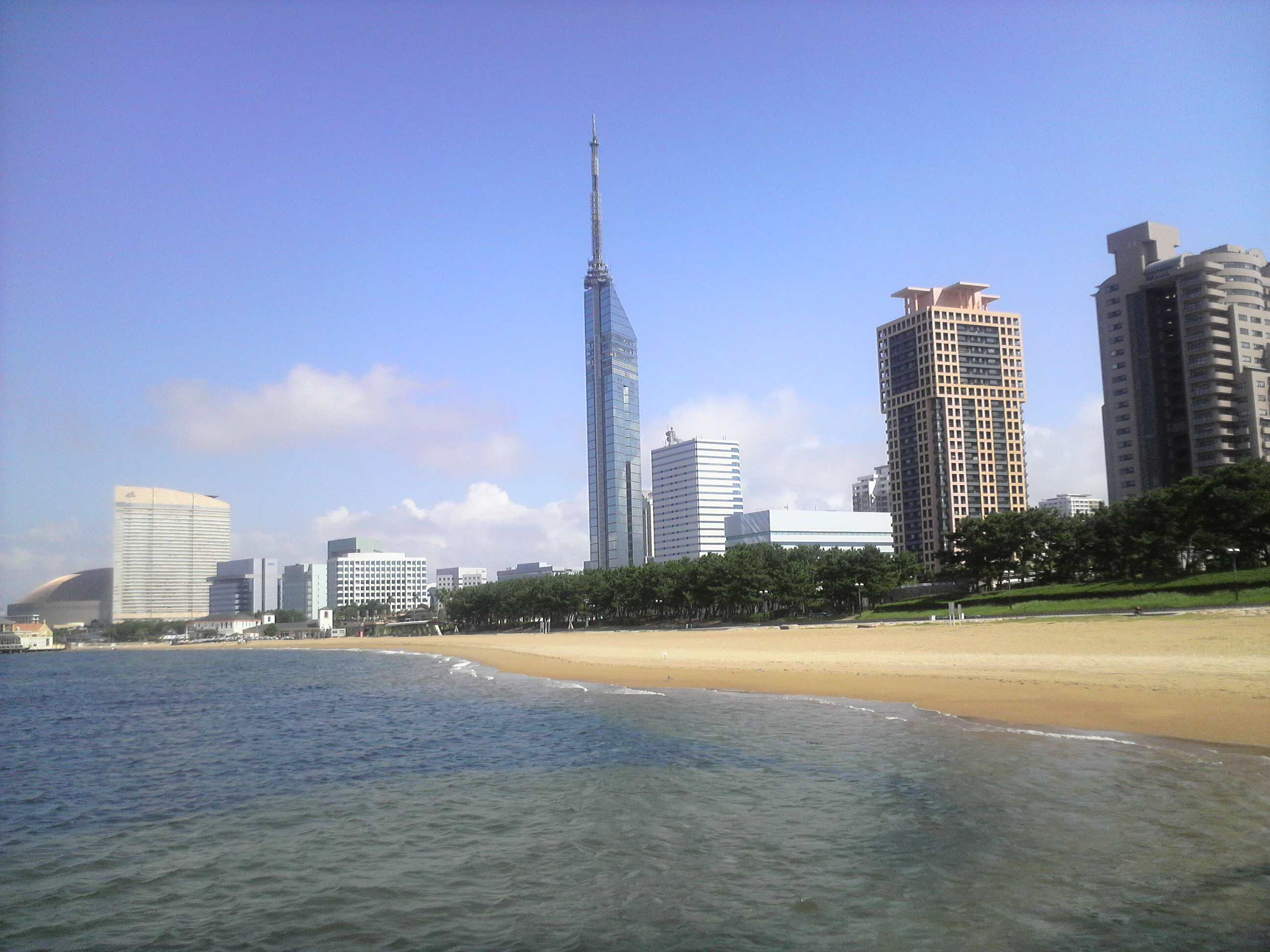
فوکوکا
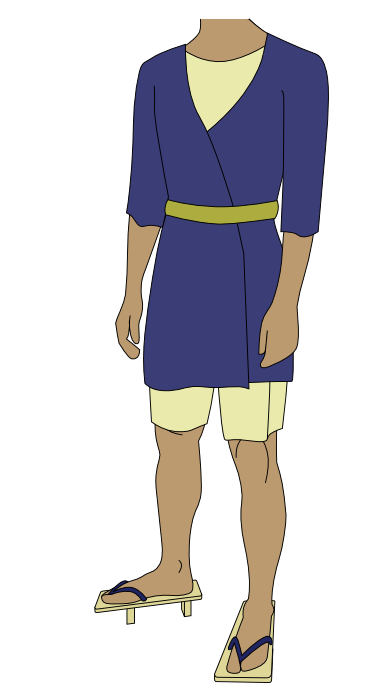
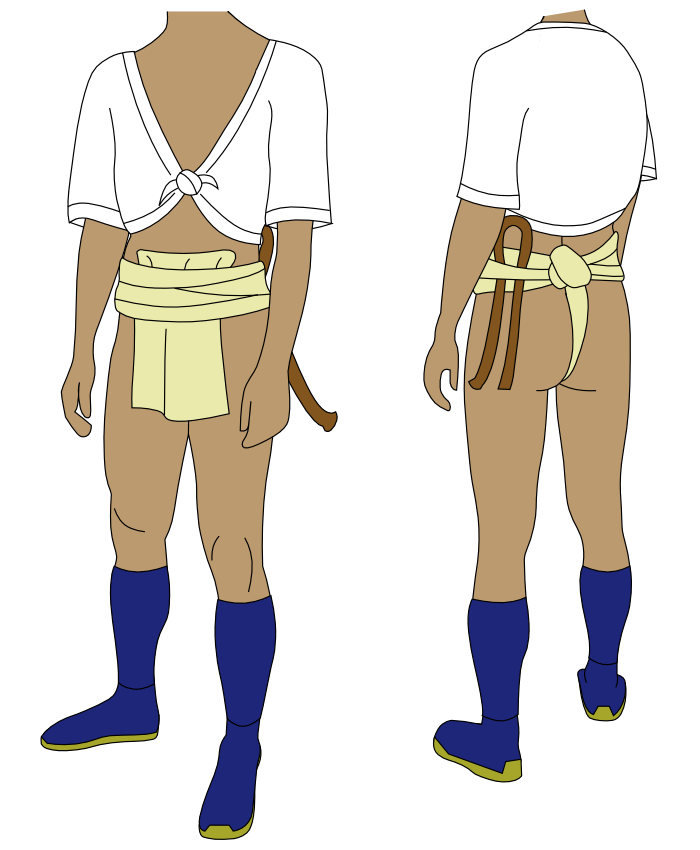
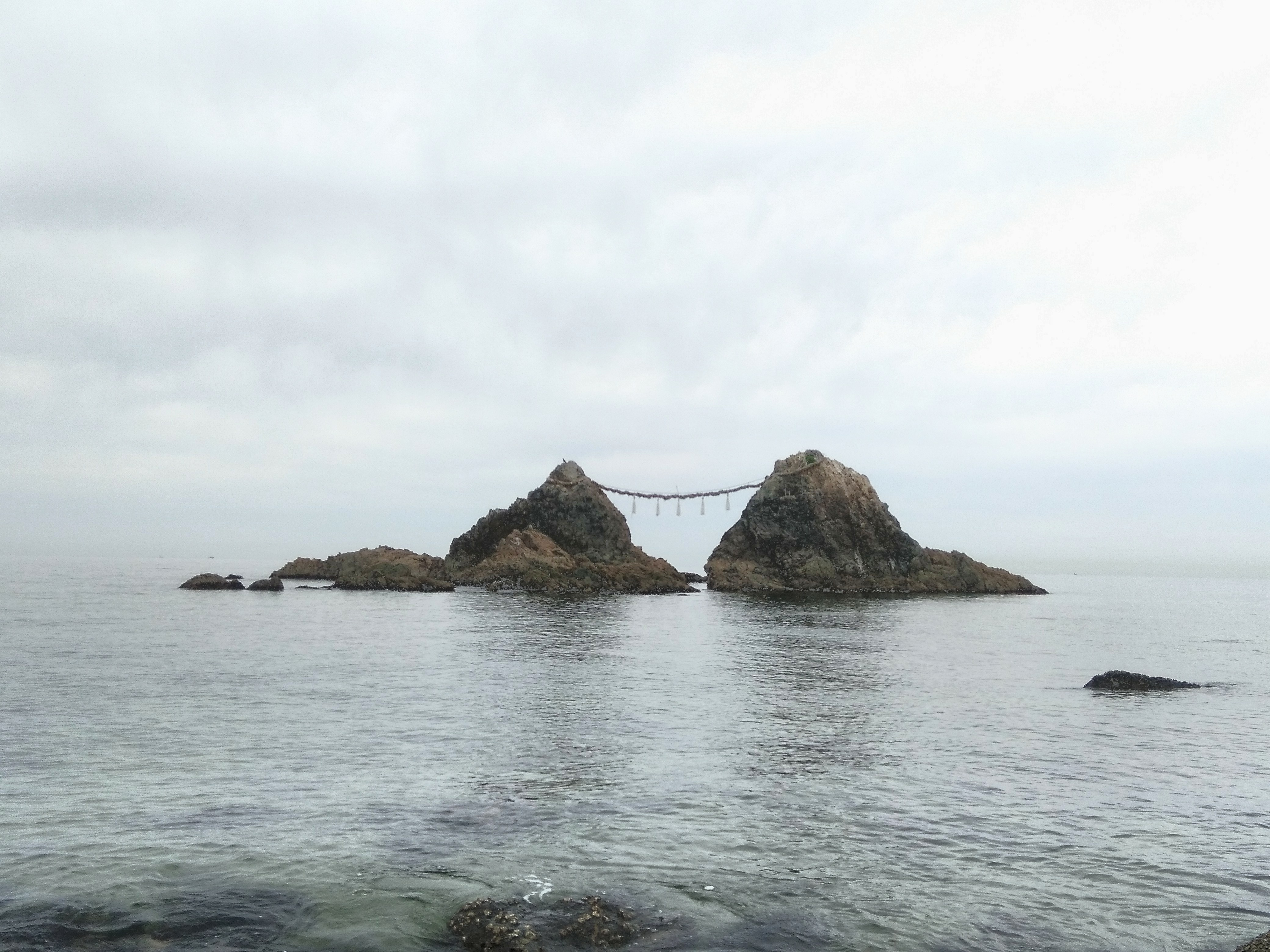
برج شهر فوکوئوکا